# 香川綾
香川 綾（かがわ あや、1899年3月28日 - 1997年4月2日）は、香川栄養学園の創始者。医学博士。日本における栄養学の普及に多大なる功績を残した。

## 生涯
1899年3月28日、和歌山県東牟婁郡本宮村（現：田辺市）に警察官・横巻一茂とのぶ枝の娘として生まれる。母方の祖父が紀州藩の食膳係を務めていたこともあり、幼い頃から食生活の大切さを教わっていた。14歳の時に母を肺炎で亡くし、この経験から医師を志すようになる。
1914年、和歌山県師範学校女子部（現：和歌山大学）に入学。卒業後は小学校の教師を務めていたが、1921年に上京して東京女子医学専門学校（現：東京女子医科大学）へ入学。1926年、東京帝国大学医学部の島薗順次郎の元に勤務。
1930年、同じ研究室でビタミンの研究などを行なっていた香川昇三と結婚。1933年、香川栄養学園の前身である家庭食養研究会を夫とともに設立し、1937年に女子栄養学園に改称。1935年には夫とともに雑誌『栄養と料理』を創刊した。1945年7月17日、戦争の疎開先で昇三と死別。この時期に栄養学に一生を捧げる決意を固める。
1949年「本邦食品のビタミンB1と脚気の研究」によって東京大学より医学博士の学位を受ける。同年、香川栄養学園設立。1950年、女子栄養短大創立。1961年、女子栄養大学を創設し、学長に就任。1965年、同大学に栄養学部を創設し、管理栄養士資格の創設に貢献。1969年、大学院栄養学研究科修士課程を設置。
1962年、藍綬褒章、1972年、勲二等瑞宝章を受章。1991年、文部省（現：文部科学省）より文化功労者の顕彰を受ける。
1984年、エイボン女性大賞受賞。
1997年4月2日午前9時25分、母校東京女子医科大学で98年の生涯を閉じる。叙・正四位、贈・銀杯一組。

## 主な功績

### 胚芽米の普及
昭和初期に夫の昇三と共にビタミンに関する研究をした。その成果として、胚芽米にビタミンB1が多く含まれることを証明した。当時はビタミンB1の不足による脚気が慢性的に広まっていたこともあり、胚芽米を普及させてこれを予防することを提唱した。同時に、米を縦に回転して精米することにより胚芽を残して精米する方法を発明した。

### 4群点数法
健康のためには単に栄養を摂取するだけでは不十分で、バランス良く栄養を摂取しなければならない。このことを一般の人にも判りやすく、かつ実践しやすくするために、香川は食品を4つの群に分けて考えることを提唱した。
1928年頃より、香川は胚芽米の推進とともに「おかずは魚1、豆1、野菜4の割合」にすることを提唱していた。この考えをさらに進めたのが1970年に発表された4群点数法である。4群点数法の骨子は次のようなものである。
1. 食品を次の4つの群に分類する[5]。
第1群：乳・乳製品、卵
第2群：魚介類、肉類、大豆・大豆製品
第3群：野菜、芋類、果物
第4群：穀物、砂糖、油脂
2. 食材毎に80kcal＝1点の「点数」が公表されている。
3. 一日の食事で摂取した食材の点数の合計が20点になるように食事を整える（性別や職業などによって点数は増減する）。
4. 第1群、第2群、第3群からそれぞれ3点以上を採るようにし、残りを第4群の点数で摂取するようにする。

点数の例としては、次のようになっている。
- 牛乳：コップ1杯＝1.4点
- 鮭：1/2切れ＝1点
- ジャガイモ：中1個＝1点
- みかん：1個＝0.3点
- ご飯：茶碗1杯＝2点

### 計量カップと計量スプーン
栄養のバランスをとるために4群点数法で食事を定量化する試みは成功したが、塩分摂取量などに関しては調味料の使用量が大きく影響するため、調味料を定量化して考える必要性が高かった。
香川は家庭料理で使われる調味料の量を研究し、15cc、10cc、5ccの3種類の計量スプーンを用意しておけば家庭内でも調味料の使用量が判りやすいことを発見した。また同時に、200ccのカップの内側に50cc毎のメモリをつけた計量カップも考案した。実際には、明治時代に日本初の料理学校を開設した赤堀峰吉が同様のものを既に考案していたとの記録もあるが、香川は独自に考案したものであり、また、一般家庭に計量スプーン・計量カップが普及することになったのも香川の活動によるものである。
これらの発明により、塩分などの摂取量をコントロールしやすくなったばかりでなく、「味付けの定量化」を図ることが可能となり、雑誌やテレビなどで料理の製法を伝えやすくなった。

### 栄養学の社会的地位の向上
1950年代、家政学部の一授業内容であるという扱いであった栄養学に対し、香川は栄養学部の必要性を強く説いた。女子栄養大学が栄養学を専門とする初の4年制大学としてスタートした1961年にはその主張は認められなかったが、1965年に東大医学部長から徳島大学学長に就任した児玉桂三らと共に、再度栄養学部の創設を文部省に働きかけ、認められた。
同時期に、それまであった栄養士の資格の上級資格に相当する「管理栄養士」の創設にも関与し、栄養学の専門家の地位の確立を図った。なお、香川は管理栄養士を栄養学部卒業者の資格にしたかったらしいが、その通りにはならなかった。

## 論文
- 香川綾「新入学児童の栄養」『小学一年毎日の指導』第1巻第2号、三晃社、1950年6月、1-2頁、NAID 40001782997。
- 香川綾「7.ビタミン補給と調理(現在の日本人におけるビタミン欠乏に関する諸問題)」『ビタミン』第9巻、日本ビタミン学会、1955年、359-360頁、doi:10.20632/vso.9.0_359、ISSN 0006-386X、NAID 110002876205。
- 有馬紀子, 加藤幸子, 渡辺美智子, 大鹿淳子, 小池五郎, 香川綾「生魚及び豚肉のビタミンB1の調理による損失について」『栄養と食糧』第9巻第6号、日本栄養・食糧学会、1957年、310-312頁、doi:10.4327/jsnfs1949.9.310、NAID 130003683015。
- 香川綾, 小池五郎, 木村広子「混合蛋白質の栄養効果について」『栄養と食糧』第16巻第3号、日本栄養・食糧学会、1963年、216-219頁、doi:10.4327/jsnfs1949.16.216、NAID 130003681507。
- 香川綾「今後の調理科学について」『調理科学』第6巻第1号、日本調理科学会、1973年、1-1頁、doi:10.11402/cookeryscience1968.6.1_1、ISSN 0910-5360、NAID 110007475595。
- 香川綾「栄養学の実践」『調理科学』第9巻第1号、日本調理科学会、1976年、2-7頁、doi:10.11402/cookeryscience1968.9.1_2、ISSN 0910-5360、NAID 110001171377。
- 香川綾, 江頭まゆみ, 竹内端弥, 寿円梅子, 香川芳子, 秋山房雄, 浅草すみ, 武藤志真子, 橘雅子, 菊地ふみ子「「本学における栄養クリニックについて」」『日本循環器管理研究協議会雑誌』第12巻第1号、日本循環器管理研究協議会、1977年、12-12頁、doi:10.11381/jjcdp1974.12.12、ISSN 0914-7284、NAID 130003661629。
- 香川綾「香川式食事法--四つの食品群点数法 (女子栄養大学創立50周年記念号)」『女子栄養大学紀要』第14号、女子栄養大学、1983年12月、5-12頁、ISSN 02860511、NAID 40001867118。
- 香川綾「実践栄養学」『女子栄養大学紀要』第17号、女子栄養大学、1986年12月、7-15頁、ISSN 02860511、NAID 40001867222。
- 島田淳子「故香川綾先生を悼む」『日本調理科学会誌』第30巻第2号、日本調理科学会、1997年、103頁、NAID 110001169808。